# Крепс, Михаил Борисович
Михаи́л Бори́сович Крепс (24 июля 1940, Ленинград — 8 декабря 1994, Бостон) — русский поэт, литературовед, палиндромист.

## Биография
Отец — инженер, мать — врач. Окончил филологический факультет Ленинградского университета (1967), кандидат филологических наук, специалист по английской литературе. В 1967—1973 годах преподавал английскую литературу в ЛГПИ, одновременно учился в аспирантуре. В 1974 году эмигрировал в США. В 1974—1977 годах преподавал русский язык и литературу в Монтерее. В 1977—1981 годах учился в аспирантуре Калифорнийского университета в Беркли на отделении славистики.
Защитил диссертацию «Сатира и юмор Зощенко» (1981) в Беркли, был профессором славянских языков и литератур в Бостонском колледже в Ньютоне, США, где после его смерти был основан проект Крепсовские чтения, посвященный литературе эмиграции.
Опубликовал монографии «О поэзии Иосифа Бродского» (1984), «Булгаков и Пастернак как романисты» (1984), «Техника комического у Зощенко» (1986). Книга Крепса была первой монографией о творчестве Иосифа Бродского.
Стихи начал публиковать в 1976 году. Наряду с традиционной, хотя и отличающейся лёгкостью слога и ритма, лирикой Крепс с самого начала обращался к эффектным и парадоксальным образам, мотивированным зачастую звуковыми соответствиями:
Над Невою Овен дан.
Небо манит глаз оглядкой —
Чёрной в крапинку подкладкой,
Как раскрытый чемодан.
Месяц вышел на майдан…
Особый интерес Крепса вызывали палиндромы — как цельные палиндромические тексты, так и, что встречается реже, инкрустация палиндромных строк в ткань лирического стихотворения на правах ключевого, акцентированного стиха (ср. первую строку в приведённой цитате).

Творчество Крепса далеко от направлений, представители которых непосредственно реагируют на социальные события современности, он не использует в своих произведениях ни русской истории, ни эмигрантской ностальгии, не хочет становиться и наставником в морали. Знаниям жизни, которые он черпает из пережитого, увиденного или прочитанного, называя «букетом расхожих истин», Крепс придаёт в своих стихах новую форму. Его позиция зачастую выражена иронически, его формулировки часто вызывающи по отношению к современной культуре и цивилизации. В отдельных стихотворениях он охотно варьирует основную мысль, применяя при этом повторы, синтаксические параллелизмы, рифмы и контрастные пары. Часть стихов Крепса написана в классической манере (хотя и со многими новыми вариациями) с ритмом и рифмой, а часть — верлибром, вероятно, под влиянием современной польской лирики, которой Крепс занимался в Беркли.
— Вольфганг Казак

## Стихи
- Интервью с птицей Феникс. — Париж—Нью-Йорк: Третья волна, 1986.
- Бутон головы. — Филадельфия, 1987.
- Русский Пигмалион: Поэма. — СПб., 1992.
- Мухи и их ум: <Палиндромы>. — СПб., 1993.
- Космос, Петербург, плечо. — Бостон, 1995.